# Atom (software)
Atom is een tekst- en broncode-editor voor Microsoft Windows, macOS en Linux met ondersteuning voor plug-ins geschreven in Node.js. Het bevat daarnaast Git-versiebeheerfunctionaliteit. Atom wordt ontwikkeld door GitHub.
Sinds 15 december 2022 heeft GitHub besloten Atom te archiveren en daarmee de verdere ontwikkeling te staken.

## Functies
- Syntaxiskleuring
- Ondersteuning voor diverse script- en programmeertalen